# زالوژانی
زالوژانی (به چکی: Zalužany) یک منطقهٔ مسکونی در جمهوری چک است که در شهرستان پرژیبرام واقع شده‌است. زالوژانی ۹٫۵۵ کیلومتر مربع مساحت و ۳۴۵ نفر جمعیت دارد و ۴۶۶ متر بالاتر از سطح دریا واقع شده‌است.